# 紹塞縣

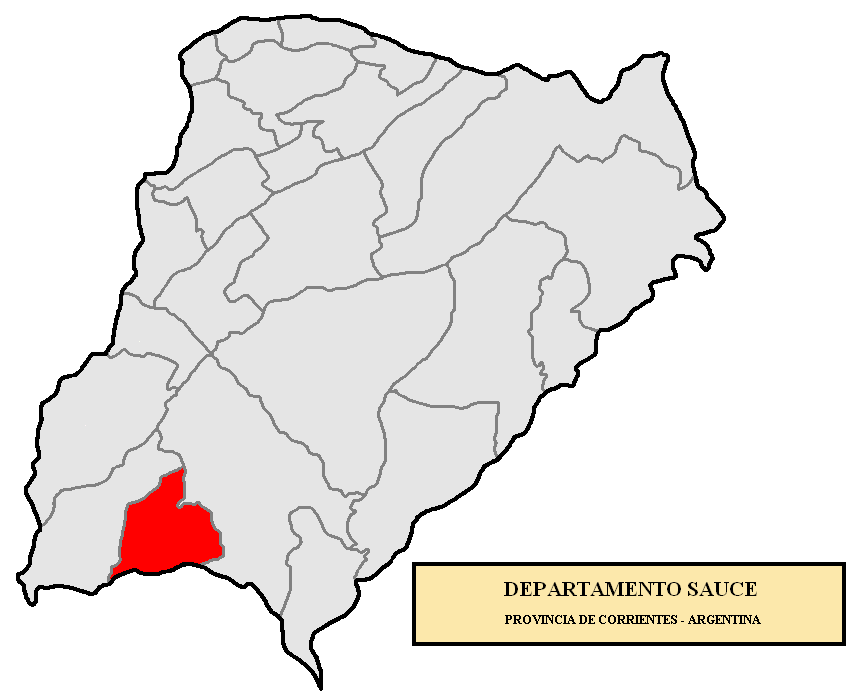

30°04′S 58°46′W / 30.067°S 58.767°W
紹塞縣（西班牙語：Departamento Sauce），是阿根廷的縣份，位於該國北部科連特斯省，首府設於紹塞，該地區的地震活動頻繁和低強度，面積1,760平方公里，2010年人口9,032，人口密度每平方公里5.13人。